# St. Mariä Himmelfahrt (Köthen)

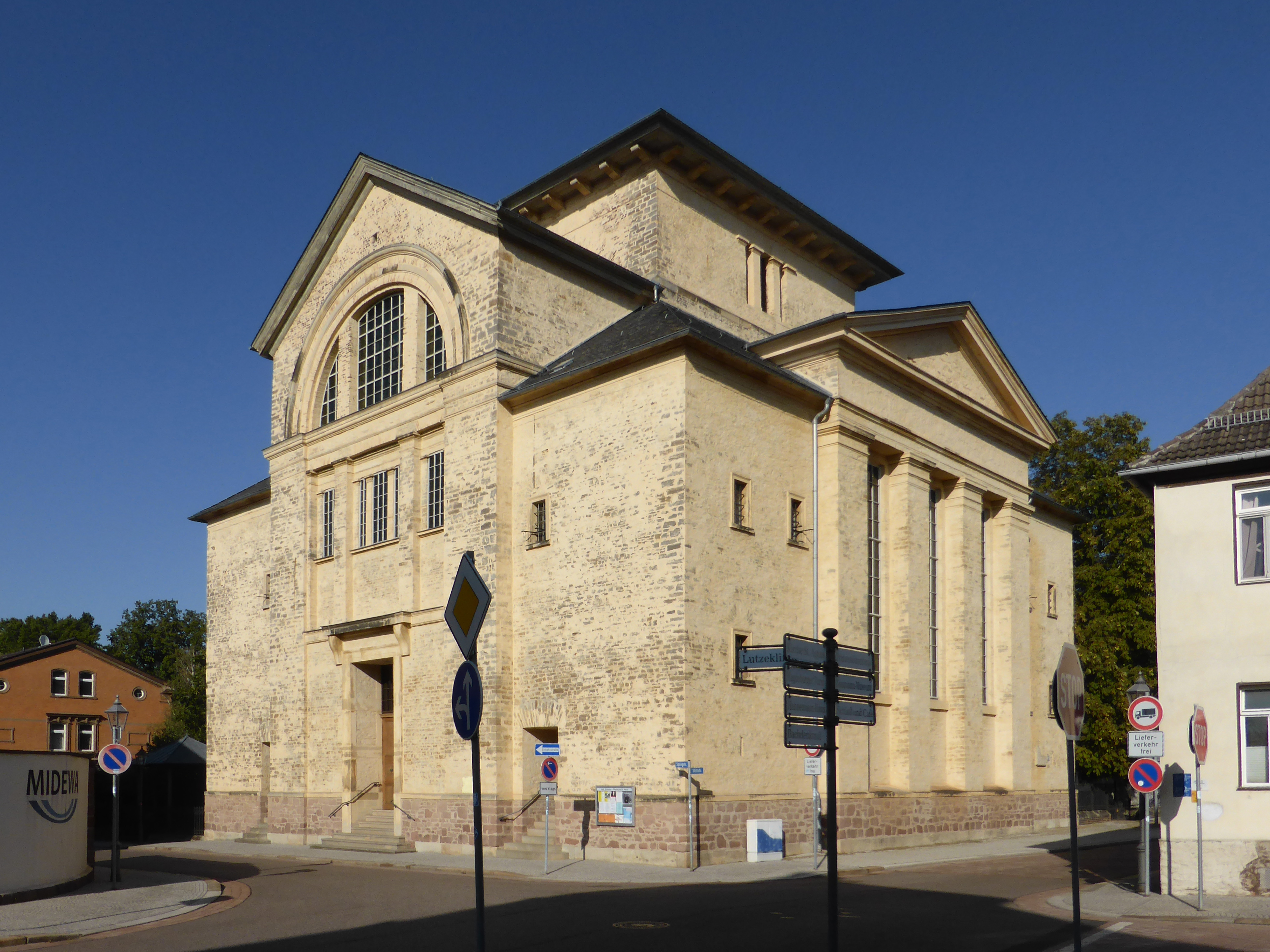
St. Mariä Himmelfahrt

St. Mariä Himmelfahrt ist eine römisch-katholische Pfarrkirche in Köthen (Anhalt). Der klassizistische Zentralbau wurde 1827 bis 1832 nach Plänen von Gottfried Bandhauer erbaut. Die nach der Aufnahme Mariens in den Himmel benannte Kirche gehört zur Pfarrei St. Maria Köthen des Bistums Magdeburg.

## Geschichte
Der Bau einer katholischen Schloss- und Pfarrkirche im seit der Reformation protestantischen Köthen wurde von Herzog Ferdinand und seiner Frau Julie veranlasst, die 1825 zur katholischen Kirche übergetreten waren.
Den Bauauftrag erhielt der herzogliche Baudirektor Gottfried Bandhauer. 1830 stürzte das Baugerüst für den Glockenturm ein, wobei sieben Arbeiter ums Leben kamen. Daraufhin wurde Bandhauer entlassen, und Christian Konrad Hengst vollendete den Bau. Da 1830 auch Herzog Ferdinand starb und mit seinem Bruder Heinrich wieder ein Protestant die Herrschaft antrat, wurde auf die Errichtung des Turms verzichtet.
Herzog Ferdinand und nach ihrem Tod in Wien 1848 auch seine Frau Julie wurden in der Krypta der Kirche beigesetzt.
Seit dem 2. Mai 2010 ist St. Mariä Himmelfahrt Pfarrkirche der neu gegründeten Pfarrei St. Maria, die auch die Kirchen St. Anna in Köthen, Herz-Jesu in Osternienburg, St. Michael in Edderitz und Hl. Geist in Görzig umfasst.

## Architektur

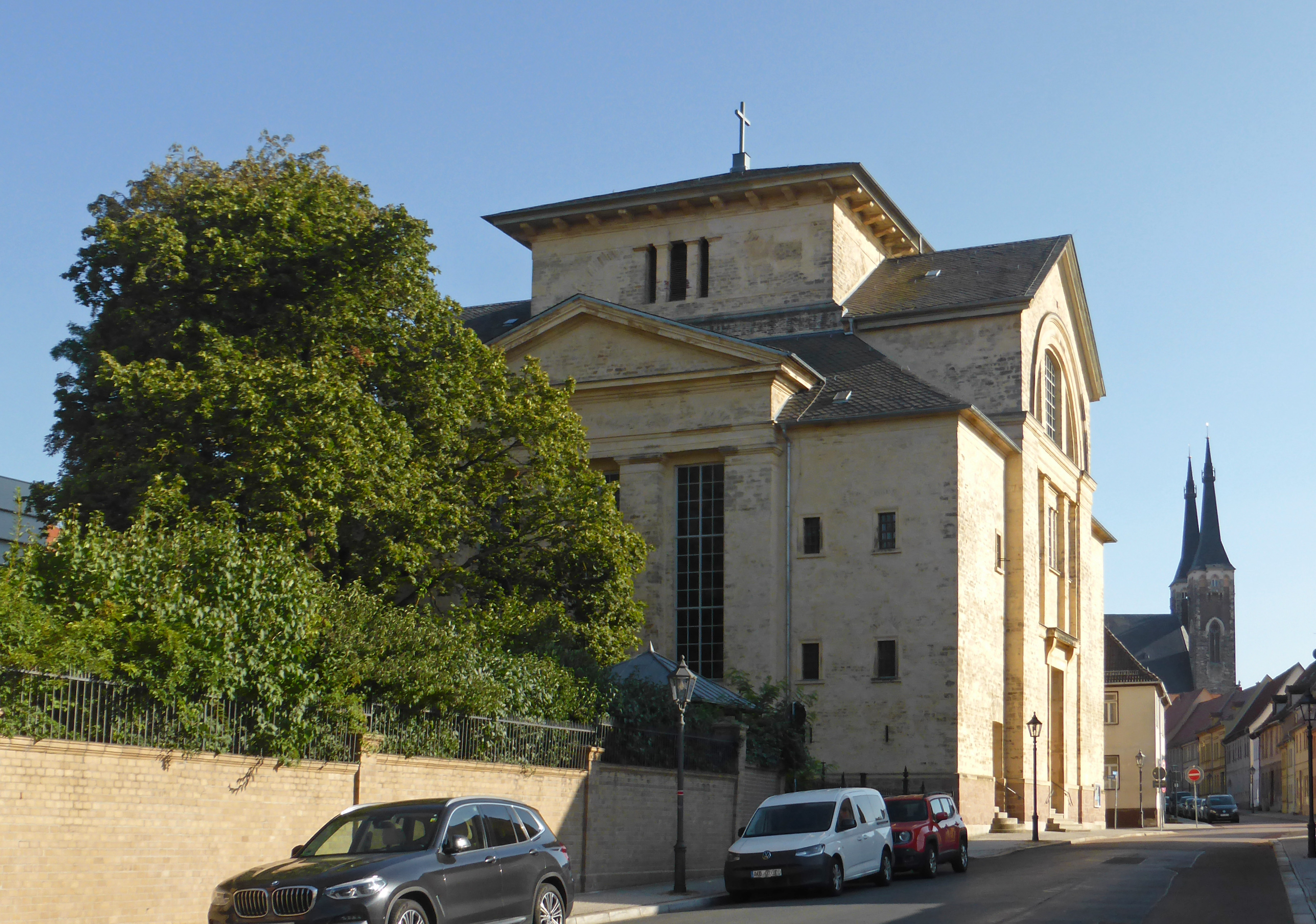
St. Mariä Himmelfahrt, rechts im Hintergrund die Türme der evangelischen Stadtkirche St. Jakob

Die Köthener Marienkirche ist in antikisierenden geometrischen Formen erbaut. Den Grundriss eines griechischen Kreuzes ergänzen Eckausfüllungen zum Quadrat. Die Kreuzarme tragen Satteldächer; der westliche mit dem Hauptportal und der östliche, an den sich die polygonale Apsis anschließt, sind höher als der nördliche und südliche. Über der Vierung steht ein gedrungener quadratischer Vierungsturm mit Zeltdach.
Den weiß gefassten Innenraum prägen hohe Tonnengewölbe, strenge Pfeiler und Gebälke und die hohen klarverglasten Fenster des Querschiffs sowie die Thermenfenster des West- und Ostgiebels.

## Ausstattung
Der Hochaltar aus mehrfarbigem italienischem Marmor ist eine Stiftung von Herzogin Julie. Darüber hängt eine Teilkopie von Raffaels Madonna von Foligno, die Papst Leo XII. der Kirche schenkte. Er wurde bei einer Umgestaltung nach den Vorgaben des Zweiten Vatikanischen Konzils im Jahr 1966 in die Krypta versetzt, bei einer neuerlichen Umgestaltung der Kirche aber wieder in die Chorapsis gesetzt und trägt nun den Tabernakel.  Aus Löbejüner Porphyr sind der moderne Zelebrationsaltar, der Ambo und der eingelegte Boden, entworfen von Thomas Torkler.
Im Zeitraum 2014/15 gestaltete der Künstler Michael Triegel die beiden Thermenfenster über dem Altar und über der Empore. Im östlichen Fenster über dem Altar wird die Darstellung einer Pietà im Mittelfeld eingerahmt von der Verkündigungsszene. Das gegenüber liegende Fenster über der Empore im Westen zeigt die Krönung Mariens zwischen den Menschen Eva und Adam in den Seitenteilen.

### Orgel
Die Orgel auf der Empore im hinteren Teil der Kirche ist ein Werk der Firma Anton Feith (Paderborn) aus dem Jahr 1933. Nach diverse Umbauten und Umdisponierungen im Lauf der Jahre wurde die Orgel 2009 durch die Manufaktur Orgelbau Reinhard Hüfken aus Halberstadt restauriert und dann neu geweiht. Sie verfügt über 29 Register auf zwei Manualen und Pedal. Die Pfeifen befinden sich in einem Freipfeifenprospekt.

### Glocken
Das sechsstimmige Glockengeläut der Kirche St. Maria stammt aus den Jahren 1829 (1), 1966 (3) und 2009 (2). Die Details der Glocken können der nachfolgenden Aufstellung entnommen werden.
| Glocke | Name           | Gussjahr | Gießer, Gussort                    | Durchmesser | Gewicht  | Schlagton |
| ------ | -------------- | -------- | ---------------------------------- | ----------- | -------- | --------- |
| 1      | Heiliger Geist | 2009     | Glockengießerei Lauchhammer        | 1210 mm0    | 1010 kg0 | es′+4     |
| 2      | Mutter Anna    | 2009     | Glockengießerei Lauchhammer        | 1020 mm0    | 585 kg   | ges′+6    |
| 3      | Lamm Gottes    | 1966     | Glockengießer Schilling in Apolda  | 810 mm      | 280 kg   | b′+6      |
| 4      | Herz Jesu      | 1966     | Glockengießer Schilling in Apolda  | 685 mm      | 180 kg   | des″±0    |
| 5      | Maria          | 1966     | Glockengießer Schilling in Apolda  | 600 mm      | 125 kg   | es″+4     |
| 6      | Heilung        | 1829     | Carl Gottlieb Gustav Becker, Halle | 570 mm      | 110 kg   | f″+3      |

Die Glocken tragen folgende Inschriften:
- Glocke 1: VENI SANCTE SPIRITUS (Komm Heiliger Geist)
- Glocke 2: SANCTA MATER ANNA / ORA PRO NOBIS (Heilige Mutter Anna, bitte für uns)
- Glocke 3: Agnus dei / dona nobis pacem + 1966 + (Lamm Gottes, gib uns Frieden)
- Glocke 4: SS COR JESU / miserere nobis (Heiligstes Herz Jesu, erbarme dich unser)
- Glocke 5: Maria assumpta in caelum / ora pro nobis (Maria, aufgefahren zum Himmel, bitte für uns)
- Glocke 6: SURGE, TOLLE LAETUM TUUM,/ET VADE IN DOMINUM TUAM./MATTH: IX.V: VL (Steh auf, nimm dein Bett und geh nach Hause)